# General Alvear (Mendoza)
General Alvear, oficialmente Ciudad de General Alvear, es un distrito del Departamento de General Alvear, uno de los principales distritos del sur de la Provincia de Mendoza, República Argentina. Su crecimiento se basó en el oasis de 30 000 hectáreas regadas por las aguas del río Atuel, que cumple un papel preponderante en el desarrollo agrícola-ganadero de la zona.
El distrito posee una ubicación estratégica, en la intersección de las ruta 188 y ruta 143, que permiten acceder fácilmente a diferentes puntos del país alcanzando así mercados internacionales miembros de MERCOSUR, en especial Brasil.

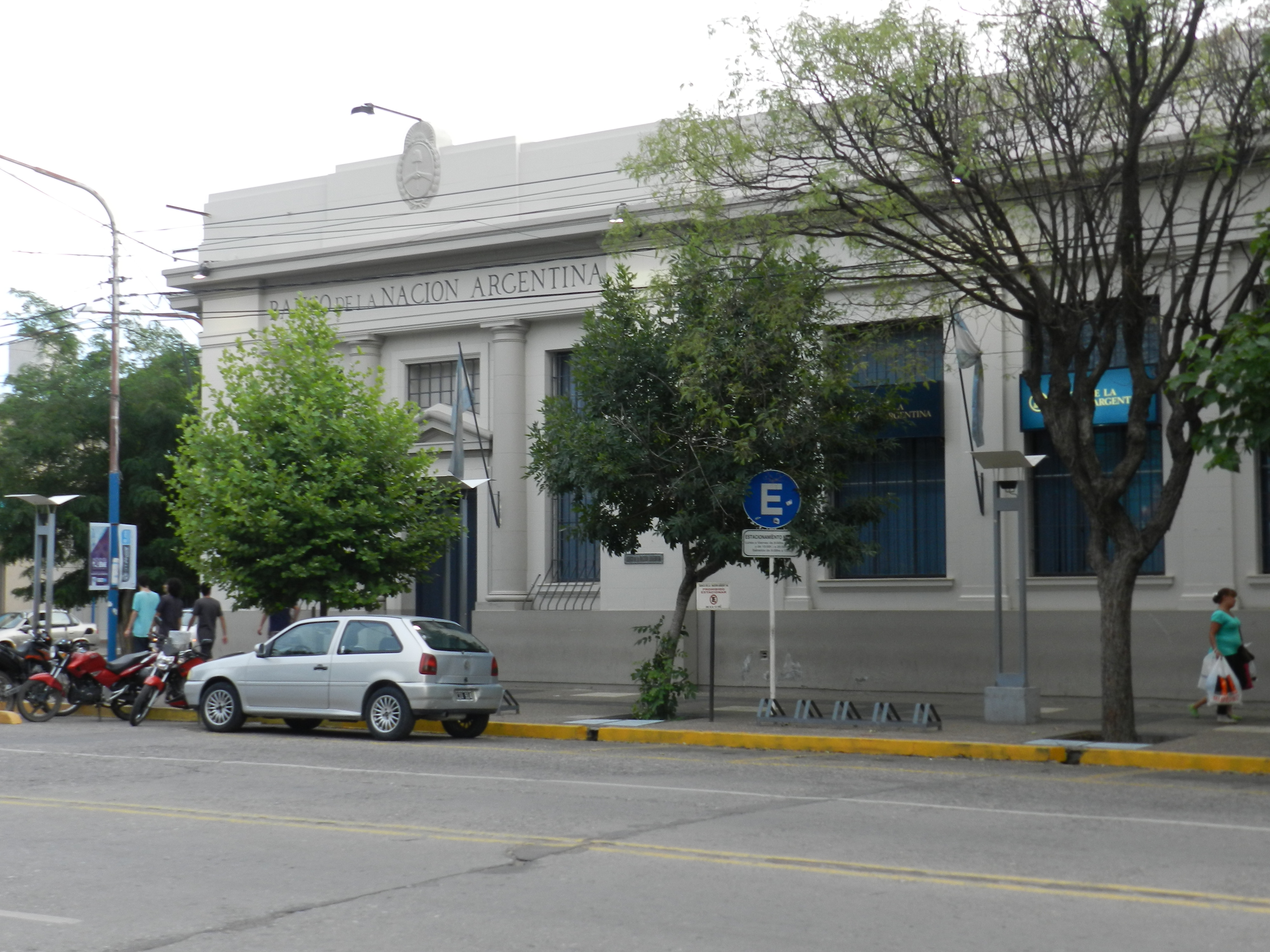
Sucursal del Banco de la Nación Argentina en la Ciudad de General Alvear.

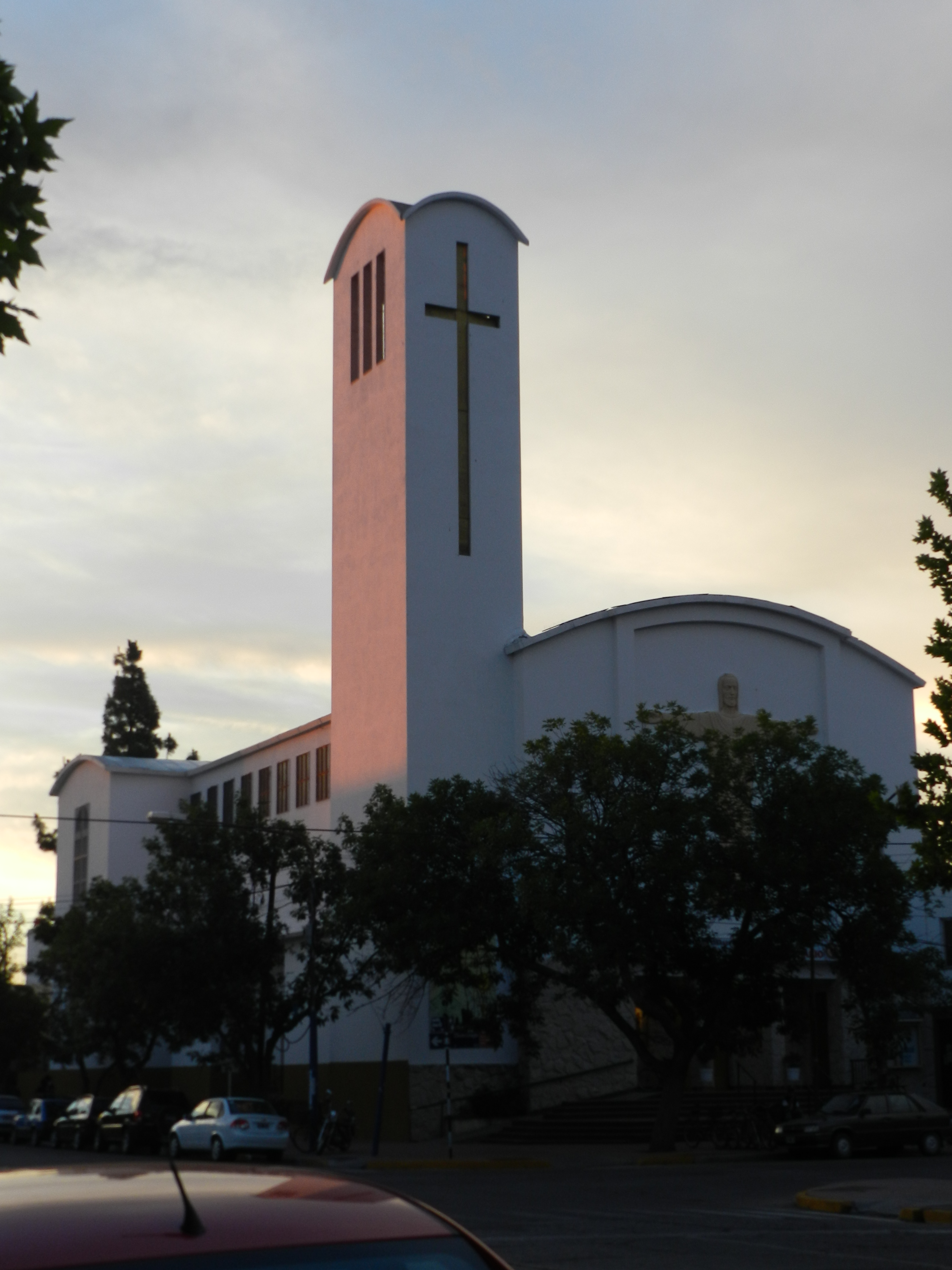
Iglesia Matriz de General Alvear, Mendoza.

## Geografía

### Clima
- Ecológica: oasis de riego y de secano
- Clima templado semiárido, Tº media anual: 16,8 °C
- Precipitaciones medias anuales: 329 mm
- Velocidad media del viento: 11 km/h
- Frecuencia media de días de cielo claro con heliofanía: 166/año

[cita requerida]

### Población
La población del departamento es según el censo del 2022 de 46.429 habitantes
La ciudad capital del departamento, homónima de este (General Alvear, Ciudad), cuenta con 26,342 habitantes (Indec, 2001), lo que representa un incremento del 11,2% frente a los 23,699 habitantes (Indec, 1991) El censo 2010 arrojó 29.909 habitantes. 
Por su población es el 5º aglomerado de la Provincia de Mendoza.

## Turismo
General Alvear es un polo de desarrollo turístico con actividades no tradicionales como trekking, canotaje, mountain bike, campamentos, turismo rural en fincas y estancias con sus atractivos naturales, agroturismo.

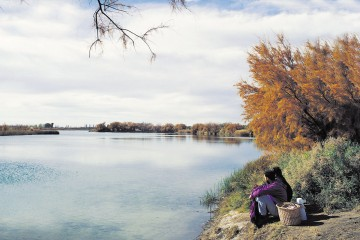
Laguna El Trapal de General Alvear Mendoza

### Reserva Laguna "El Trapal"
Única reserva ecológica municipal de la provincia de Mendoza con plan de manejo. La Reserva cuenta con servicio wifi, luminarias con enchufes, cuatro mesas y dos churrasqueras, caminos perimetrales y centrales y accesos a la laguna.

### Pozo Azul, Punta del Agua
De General Alvear por Ruta Nacional 143 sur, hasta el cruce con la Ruta 190. Visita a Punta del Agua, donde existe un paisaje con cerros, arroyos. En Pozo Azul, vertiente de agua mineral.

### Minas de Picardo
De General Alvear por Diagonal Jorge Simón hasta Soitué, paraje "punta de rieles" del proyectado ferrocarril internacional a Chile. Se ingresa a la Ruta Provincial 184, aparecen cerros aislados, el primero es el "Cerro de los Chanchos" (en la cumbre hay hito del Instituto Geográfico Nacional, IGM. Al llegar a la Ruta Provincial 179, luego de 60 km, está el "Paraje Los Toldos", y se sigue a "Las Minas de Picardo": complejo minero de intensa actividad 1900 hasta los años 1940
Los numerosos yacimientos de plomo y plata explotados, dieron origen a asentamientos. Dispersos se encuentran ruinas de refugios construidos en piedra, y entre los jarillares, está el Cementerio Minero. Agreste paisaje, con multicolores tonos, y el Cerro Nevado (3.810 m s. n. m.).

### Pique Club
El Club cuenta con:
Amplios lugares de esparcimiento
Sector de camping

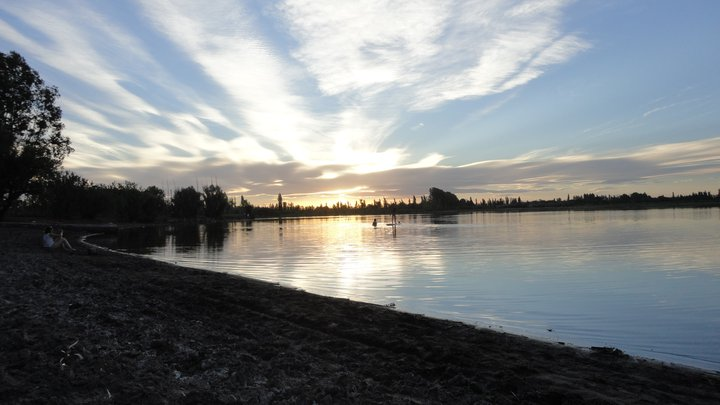
Club de Pesca Deportiva

Servicio de cantina permanente con: Bebidas, comidas: picadas, pizzas, hamburguesas y super panchos. Helados, hielo, leña.
Canoas
Cancha de vóley playero
Cancha de fútbol
Baños con ducha y agua caliente
Salón para eventos con capacidad para 50 personas.

### Bodega Faraón
Bodega Faraón es una bodega centenaria fundada en el año 1905, donde funciona el Museo Regional del Vino el cual resguarda, entre otras piezas de relevancia, las primeras piletas del sistema de fermentación continua, así como réplicas de esculturas y jeroglíficos egipcios con la historia del vino.

#### Premios de la Bodega
Concurso Internacional del Caribe 2005: Medalla de Oro: Malbec Roble 2004 Chardonnay Roble 2004 Medalla de Plata: Merlot Roble 2004 Bonarda Roble 2003
Concurso Internacional Vinus 2006: Medalla de Oro: Malbec Roble 2004 Medalla de Plata: Chardonnay Roble 2005 Concurso Internacional Las Vegas 2006: Medalla de Oro: Chardonnay Roble 2006 Chenin Blanc 2005
Concurso Internacional Vinus 2007: Medalla de Oro: Chardonnay Roble 2006 Medalla de Plata: Malbec Roble 2006 Concurso Internacional Vinus 2008: Medalla de Oro: Chardonnay Roble 2007 Malbec Roble 2007

### Polideportivo Cubierto

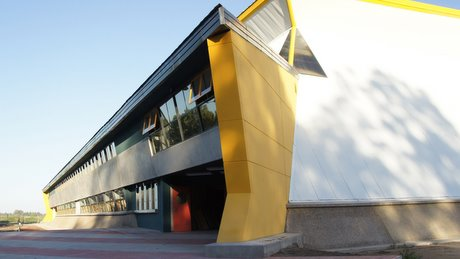
Entrada principal del Polideportivo.

El polideportivo es el más grande de la provincia, cuenta con especificaciones deportivas a nivel internacional, un piso flotante de parquét, la altura del techo reglamentaria para determinados deportes y además un ala administrativa, sanitarios y albergues para más de cien personas en planta baja. En planta alta funcionan dos salas para gimnasia aeróbica y distintas danzas, una sala de sobrecarga, y distintas dependencias para que se puedan realizar más de diez actividades deportivas al mismo tiempo.
De este modo se creó en Alvear una ciudad deportiva que además de contar con el espacio descubierto donde se encuentra la piscina, pista de atletismo, diferentes canchas, quinchos, churrasqueras y la imponente plaza cubierta donde no solamente se pueden realizar actividades deportivas, sino también culturales, como recitales y festivales artísticos, entre otras.

### Predio Ferial General Alvear
Ubicado en el cruce de Ruta Nacional 188 y calle 7, Colonia Alvear Oeste, en este predio se realiza la Fiesta Nacional de la Ganadería de Zonas Áridas con expo comercial, espectáculos artísticos, peñas folklóricas, jineteada y destrezas criollas, exposición ganadera y remate feria, muestras artesanal, comercial e industrial y un almuerzo oficial cuyo principal ingrediente son los más de 200 costillares al ensartador. El predio se encuentra disponible para visitas durante todo el año, y cuenta con una casona de más de 100 años de antigüedad y un paseo temático con más de 30 plantas aromáticas.
Paseo temático
Flora autóctona e introducida, hierbas aromáticas, culinarias y medicinales, expo-ganadera de características especiales por su construcción. Son espacios que se ofrecen a los visitantes brindando: 
- Aprendizaje sobre un escenario natural;
- Concientización sobre el cuidado del medio ambiente;
- Valorar la riqueza histórica de nuestra tierra; y,
- Reconocimiento de la identidad patrimonial y sentido de pertenencia.

Cuenta además con el Paseo de Monte Nativo, en donde se puede apreciar los distintos tipos de vegetación de la zona árida y semiárida de los campos, que constituyen el alimento natural para el ganado, entre los que se encuentran: zampa, coirón, jarilla, tomillo, alpataco, olivillo, te pampa, tupe, jume, yerba del sapo, chilca y pichana. Se los puede observar junto al chañar y algarrobo, en este sector que se puede visitar.
También está previsto un circuito educativo que está a disposición de los docentes que deseen visitarlo con sus alumnos. Las temáticas están adaptadas para estudiantes de escuelas primaria, secundaria y terciaria.-

## Entidades sociales de General Alvear
- Cámara de Comercio, Industria, Agricultura y Ganadería

Página web de la entidad: www.camaradealvear.org.ar

## Clubes Deportivos
- Alvear Rugby Club
- Andes Foot Ball Club
- Argentino
- Colón
- 10 de septiembre
- Club Atlético Ferrocarril Oeste
- Sport Club Pacífico

## Ciudades Hermanadas
- Albox, España

## Parroquias de la Iglesia católica en General Alvear
| Diócesis                 | San Rafael                                                                                            |
| ------------------------ | --- |
| Parroquias               | Sagrado Corazón de Jesús, Nuestra Señora de Fátima, San José, La Santa Cruz (en Colonia Alvear Oeste) |
| Cuasiparroquia (vicaría) | Santa Rosa de Lima (en Punta de Agua)                                                                 |